# Orion (álbum de X Ambassadors)
«Orion» (estilizado en mayúsculas como «ORION») es el segundo álbum de la banda estadounidense de rock alternativo X Ambassadors. Fue lanzado el 14 de junio de 2019 por KIDinaKORNER e Interscope Records, como el sucesor de su primer álbum de estudio, «VHS» (2015) y siendo precedido por tres sencillos, «Boom», «Hey Child» y «Hold You Down». El álbum presenta la producción de músicos como Ricky Reed y Malay.

## Antecedentes
X Ambassadors lanzó su primer álbum, «VHS», el 30 de junio de 2015. Para promocionar su estreno, la banda realizó una gira para apoyar el álbum, donde escribieron varias canciones que se convirtieron en sencillos. El 26 de enero de 2018, fue lanzada la canción «Joyful» y ese mismo día, se anunció un álbum del mismo nombre, cuyo estreno originalmente estaba programado para abril de 2018. El 2 de febrero de 2018, se lanzó un segundo sencillo titulado «Don't Say».
Sin embargo, el 19 de abril de 2019, aproximadamente un año después de la fecha de lanzamiento prevista, X Ambassadors anunció que habían cancelado el álbum. El cantante Sam Harris declaró en una entrevista con Billboard que el álbum fue cancelado porque "no parecía que representara completamente dónde estaban".

## Lista de canciones
| ORION: Edición Estándar |                             |          |  |
| N.º                     | Título                      | Duración |  |
| 1.                      | «HEY CHILD»                 | 3:28     |  |
| 2.                      | «CONFIDENCE» (feat. K.Flay) | 2:53     |  |
| 3.                      | «QUICKSAND»                 | 3:09     |  |
| 4.                      | «BOOM»                      | 2:44     |  |
| 5.                      | «RULE»                      | 3:26     |  |
| 6.                      | «HISTORY»                   | 4:17     |  |
| 7.                      | «RECOVER»                   | 3:32     |  |
| 8.                      | «WASTELAND»                 | 3:08     |  |
| 9.                      | «SHADOWS»                   | 3:14     |  |
| 10.                     | «I DON'T KNOW HOW TO PRAY»  | 2:13     |  |
| 11.                     | «HOLD YOU DOWN»             | 3:17     |  |
| 35:20                   |                             |          |  |

| ORION: Target Exclusive |              |          |  |
| N.º                     | Título       | Duración |  |
| 11.                     | «HAPPY HOME» | 3:22     |  |
| 38:41                   |              |          |  |

## Créditos
Adaptado del booklet de «ORION».
Todas las canciones son interpretadas por X Ambassadors.

### ORION: Edición Estándar
HEY CHILD
- Escrito por Sam Nelson Harris, Casey Harris, Adam Kevin y Andrew Wells.
- Producido por Andrew Wells.
- Producción Adicional por Jared Schaff.
- Grabado por Andrew Wells en "Eastwest Studios" y "Troy House".
- Asistente de Grabación: Bo Boonar.
- Mezclado por Manny Marroquin en "Larrabee Studios" (North Hollywood, California).
- Ingeniero de mezcla: Chris Galland
- Asistido por Robin Florent y Scott Desmarais.
- Masterizado por Joe LaPorta en "Sterling Sound" (Nueva York).

X Ambassadors
- Sam N. Harris: Voz y Guitarra acústica.
- Casey Harris: Piano.

Músicos Adicionales
- Andrew Wells: Guitarra, Bajo, Batería, Percusión y Sintetizador.
- Jared Scharff: Programación de batería.

℗ 2019 KIDinaKORNER/Interscope Records
CONFIDENCE (feat. K.Flay)
- Escrito por Sam Nelson Harris, Casey Harris, Adam Levin, Kristine Flaherty, Julian Gramma y Cleary-Krell.
- Producido por Ricky Reed, X Ambassadors y J Gramms.
- Programado por Ricky Reed y J Gramms.
- Mezclado por Manny Marroquin en "Larrabee Studios" (North Hollywood, California).
- Ingeniero de Mezcla: Chris Galland.
- Asistido por Robin Florent y Scott Desmarais.
- Masterizado por Joe LaPorta en "Sterling Sound" (Nueva York).

X Ambassadors
- Sam N. Harris: Voz.

Músicos Adicionales
- Kristine Flaherty (K.Flay): Voz secundaria.
- Ricky Reed: Instrumentos.

K.Flay aparece por cortesía de Night Street/Interscope Records.
℗ 2019 KIDinaKORNER/Interscope Records
QUICKSAND
- Escrito por Sam Nelson Harris, Casey Harris, Adam Levin, Jayson DeZuzio y Eric Frederic.
- Producido por Jayson DeZuzio.
- Producción Adicional: X Ambassadors.
- Programado por Jayson DeZuzio y Adam Levin.
- Grabado por Jayson DeZuzio en "Poinsettia Place".
- Mezclado por Manny Marroquin en "Larrabee Studios" (North Hollywood, California).
- Ingeniero de Mezcla: Chris Galland.
- Asistido por Robin Florent y Scott Desmarais.
- Masterizado por Joe LaPorta en "Sterling Sound" (Nueva York).

X Ambassadors
- Sam Nelson Harris: Voz e Instrumentos.
- Casey Harris: Teclados e Instrumentos.

Músicos Adicionales
- Jayson DeZuzio: Voces Adicionales e Instrumentos.

℗ 2019 KIDinaKORNER/Interscope Records
BOOM
- Escrito por Sam Nelson Harris, Casey Harris, Adam Levin, Eric Frederic, Tom Peyton y Thomas Eriksen.
- Producido por Ricky Reed.
- Coproducido y producción Adicional por X Ambassadors.
- Programado por X Ambassadors, Ricky Reed y Earwulf.
- Grabado por Ethan Shumaker en "Elysian Park".
- Asistentes de grabación: Robin Florent y Scott Desmarais.
- Mezclado por Manny Marroquin en "Larrabee Studios" (North Hollywood, California).
- Ingeniero de Mezcla: Chris Galland.
- Asistido por Robin Florent y Scott Desmarais.
- Masterizado por Joe LaPorta en "Sterling Sound" (Nueva York).

X Ambassadors
- Sam N. Harris: Voz.
- Casey Harris: Teclados e Instrumentos Adicionales.
- Adam Levin: Batería, Percusión e Instrumentos Adicionales.

Músicos Adicionales
- Ricky Reed: Guitarra, Bajo e Instrumentos Adicionales.

℗ 2019 KIDinaKORNER/Interscope Records
RULE
- Escrito por Sam Nelson Harris, Casey Harris, Adam Levin y James Ho.
- Producido por Malay Ho.
- Producción Adicional por X Ambassadors.
- Grabado por Malay Ho en "Larrabee Studios".
- Mezclado por Manny Marroquin en "Larrabee Studios" (North Hollywood, California).
- Ingeniero de Mezcla: Chris Galland.
- Asistido por Robin Florent y Scott Desmarais.
- Masterizado por Joe LaPorta en "Sterling Sound" (Nueva York).

X Ambassadors
- Sam N. Harris: Voz e Instrumentos.
- Casey Harris: Teclados e Instrumentos.
- Adam Levin: Batería, Percusión e Instrumentos.

Músicos Adicionales
- James Ho: Instrumentos.
- None: Voces Adicionales.

℗ 2019 KIDinaKORNER/Interscope Records
HISTORY
- Escrito por Sam Nelson Harris, Casey Harris y Adam Levin.
- Producido por Nate Mercereau.
- Producción Adicional por Ricky Reed.
- Programado por Nate Mercereau.
- Grabado por Ethan Shumaker en "Elysian Park".
- Mezclado por Manny Marroquin en "Larrabee Studios" (North Hollywood, California).
- Ingeniero de Mezcla: Chris Galland.
- Asistido por Robin Florent y Scott Desmarais.
- Masterizado por Joe LaPorta en "Sterling Sound" (Nueva York).

X Ambassadors
- Sam N. Harris: Voz.

Músicos Adicionales
- Mellotron: Guitarra Acústica.
- Nate Mercereau: Arreglo de Cuerdas.
- Shaina Evoniuk: Viola.
- Lewis Patzner: Cello.

℗ 2019 KIDinaKORNER/Interscope Records
RECOVER
- Escrito por Sam Nelson Harris, Casey Harris, Adam Levin, Eric Frederic y Justin Tranter.
- Producido por Ricky Reed y X Ambassadors.
- Producción Adicional por Jussifer.
- Programado por Ricky Reed y Jussifer.
- Grabado por Ethan Shumaker en "Elysian Park".
- Mezclado por Manny Marroquin en "Larrabee Studios" (North Hollywood, California).
- Ingeniero de Mezcla: Chris Galland.
- Asistido por Robin Florent y Scott Desmarais.
- Masterizado por Joe LaPorta en "Sterling Sound" (Nueva York).

X Ambassadors
- Sam N. Harris: Voz.

Músicos Adicionales
- Ricky Reed: Instrumentos.

℗ 2019 KIDinaKORNER/Interscope Records
WASTELAND
- Escrito por Sam Nelson Harris, Casey Harris, Adam Levin y Eric Frederic.
- Producido por Ricky Reed y X Ambassadors.
- Producción Adicional por Nate Mercereau.
- Programado por Ricky Reed.
- Grabado por Ethan Shumaker en "Elysian Park".
- Mezclado por Manny Marroquin en "Larrabee Studios" (North Hollywood, California).
- Ingeniero de Mezcla: Chris Galland.
- Asistido por Robin Florent y Scott Desmarais.
- Masterizado por Joe LaPorta en "Sterling Sound" (Nueva York).

X Ambassadors
- Sam N. Harris: Voz.

Músicos Adicionales
- Nate Mercereau: Instrumentos.
- Ricky Reed: Instrumentos.

℗ 2019 KIDinaKORNER/Interscope Records
SHADOWS
- Escrito por Sam Nelson Harris, Casey Harris, Adam Levin, Eric Frederic, Emily Warren y Jayson DeZuzio.
- Producido por X Ambassadors y Jayson DeZuzio.
- Programado por Jayson DeZuzio y Adam Levin.
- Grabado por Jayson DeZuzio en "Poinsettia Place".
- Mezclado por Manny Marroquin en "Larrabee Studios" (North Hollywood, California).
- Ingeniero de Mezcla: Chris Galland.
- Asistido por Robin Florent y Scott Desmarais.
- Masterizado por Joe LaPorta en "Sterling Sound" (Nueva York).

X Ambassadors
- Sam Nelson Harris: Voz e Instrumentos.
- Casey Harris: Teclados e Instrumentos.

Músicos Adicionales
- Jayson DeZuzio: Voces Adicionales e Instrumentos.

℗ 2019 KIDinaKORNER/Interscope Records
I DON'T KNOW HOW TO PRAY
- Escrito por Sam Nelson Harris, Casey Harris y Adam Levin.
- Producido por X Ambassadors.
- Grabado por Sean O'Brien en "Knobworld Studio".
- Mezclado por Manny Marroquin en "Larrabee Studios" (North Hollywood, California).
- Ingeniero de Mezcla: Chris Galland.
- Asistido por Robin Florent y Scott Desmarais.
- Masterizado por Joe LaPorta en "Sterling Sound" (Nueva York).

X Ambassadors
- Sam N. Harris: Voz e Instrumentos.
- Casey Harris: Teclados e Instrumentos.
- Adam Levin: Batería, Percusión e Instrumentos.

℗ 2019 KIDinaKORNER/Interscope Records
HOLD YOU DOWN
- Escrito por Sam Nelson Harris, Casey Harris, Adam Levin, Eric Frederic, Jacob Kasher Hindlin y Malay Ho.
- Producido por Ricky Reed, Malay y X Ambassadors.
- Producción Adicional por X Ambassadors.
- Programado por Ricky Reed y X Ambassadors.
- Grabado por Ethan Shumaker en "Elysian Park".
- Mezclado por Manny Marroquin en "Larrabee Studios" (North Hollywood, California).
- Ingeniero de Mezcla: Chris Galland.
- Asistido por Robin Florent y Scott Desmarais.
- Masterizado por Joe LaPorta en "Sterling Sound" (Nueva York).

X Ambassadors
- Sam N. Harris: Voz e Instrumentos.
- Casey Harris: Teclados e Instrumentos.
- Adam Levin: Batería, Percusión e Instrumentos.

Músicos Adicionales
- Ricky Reed: Guitarra, Bajo e Instrumentos.

℗ 2019 KIDinaKORNER/Interscope Records

### ORION: Edición Exclusiva de Target
HAPPY HOME
- Escrito por Sam Nelson Harris, Casey Harris, Adam Levin, Rodney Roy Jerkins y Jared Thorne.
- Producido por Jared Thorne y X Ambassadors.
- Producción Adicional por Rodney Jerkins.
- Grabado por Sean O'Brien.
- Asistente de Grabación: Morgan Stratton.
- Mezclado por Manny Marroquin en "Larrabee Studios" (North Hollywood, California).
- Ingeniero de Mezcla: Chris Galland.
- Asistido por Robin Florent y Scott Desmarais.
- Masterizado por Joe LaPorta en "Sterling Sound" (Nueva York).

X Ambassadors
- Sam Nelson Harris: Voz.
- Casey Harris: Teclados.
- Adam Harris: Batería.

Músicos Adicionales
- Eli Pearl: Guitarra.
- Russ Flynn: Guitarra y Bajo.